# Andrzej Komorowski

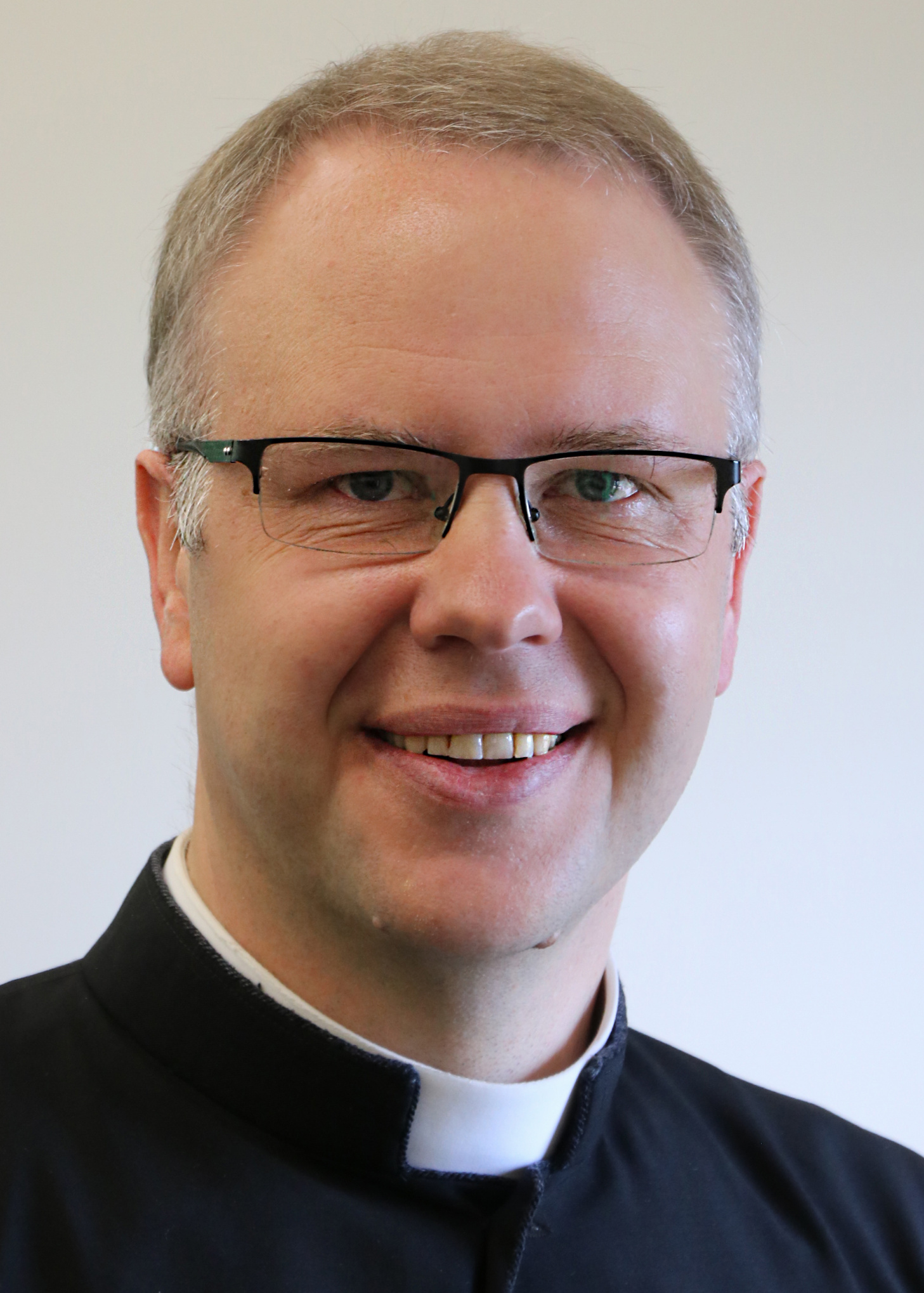
Andrzej Komorowski (2018)

Andrzej Komorowski FSSP (* 19. Oktober 1975 bei Łomża, Polen) ist ein römisch-katholischer Priester. Er ist Mitglied der Priesterbruderschaft St. Petrus und war von 2018 bis 2024 deren Generaloberer.

## Leben
Komorowski studierte am Internationalen Priesterseminar St. Petrus in Wigratzbad, nachdem er an der Universität Posen Wirtschaftswissenschaften studiert hatte. Im Juni 2006 wurde er von Jorge Arturo Kardinal Medina Estévez zum Priester geweiht und wirkte dann als Priester in Polen, Belgien und den Niederlanden. Er wurde am 9. Juli 2018 vom Generalkapitel der Petrusbruderschaft, das im amerikanischen Priesterseminar Unserer Lieben Frau von Guadalupe in Denton (Nebraska), tagte, zum vierten Generaloberen der Petrusbruderschaft gewählt. Zuvor war er seit 2012 Generalökonom und Generalassistent des damaligen Generaloberen John Marcus Berg. Auf dem Generalkapitel im Juli 2024 wurde P. John Marcus Berg zum Generaloberen gewählt und Andrzej Komorowski zu seinem Generalassistenten.